# Sonate K. 160
La sonate K. 160 (F.110/L.15) en ré majeur est une œuvre pour clavier du compositeur italien Domenico Scarlatti.

## Présentation
La sonate K. 160 en ré majeur est notée Allegro. Elle forme une paire avec la sonate suivante (que Parme présente inversée) et dont elle partage un discours ponctué de points d'orgue.

## Manuscrits
Le manuscrit principal est le numéro 13 du volume I (Ms. 9772) de Venise (1752), copié pour Maria Barbara ; les autres sources sont Parme I 14 (Ms. A. G. 31406), Münster IV 28 (Sant Hs 3967), Vienne B 28 (VII 28011 B) et le numéro 7 du manuscrit Ayerbe de Madrid (E-Mc, ms. 3-1408, no 7).

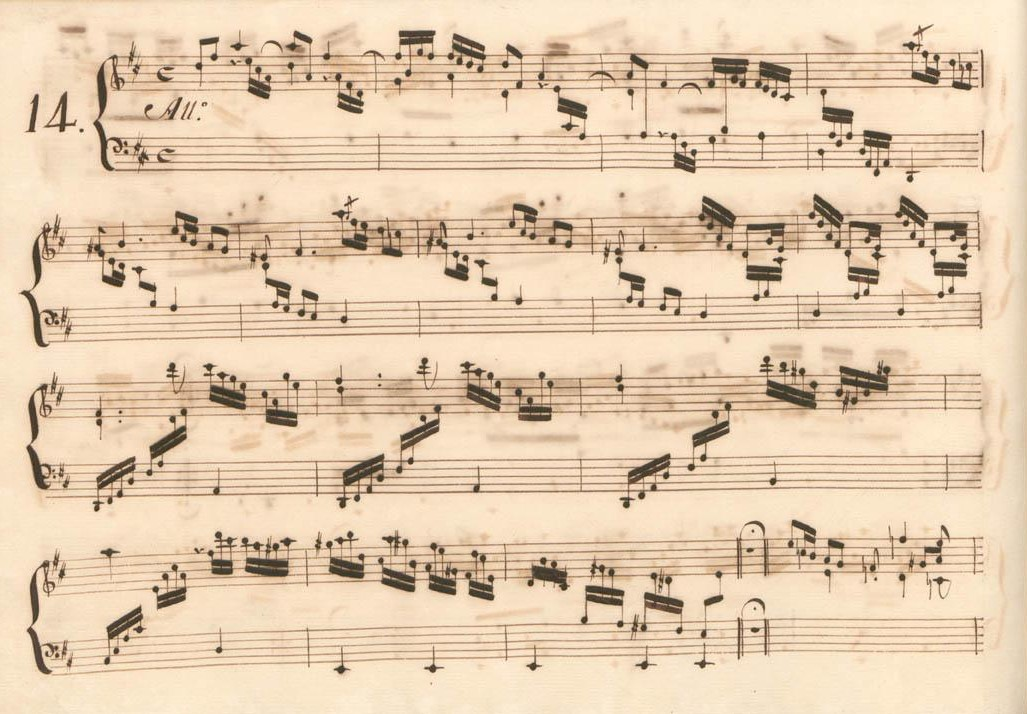
Parme I 14.
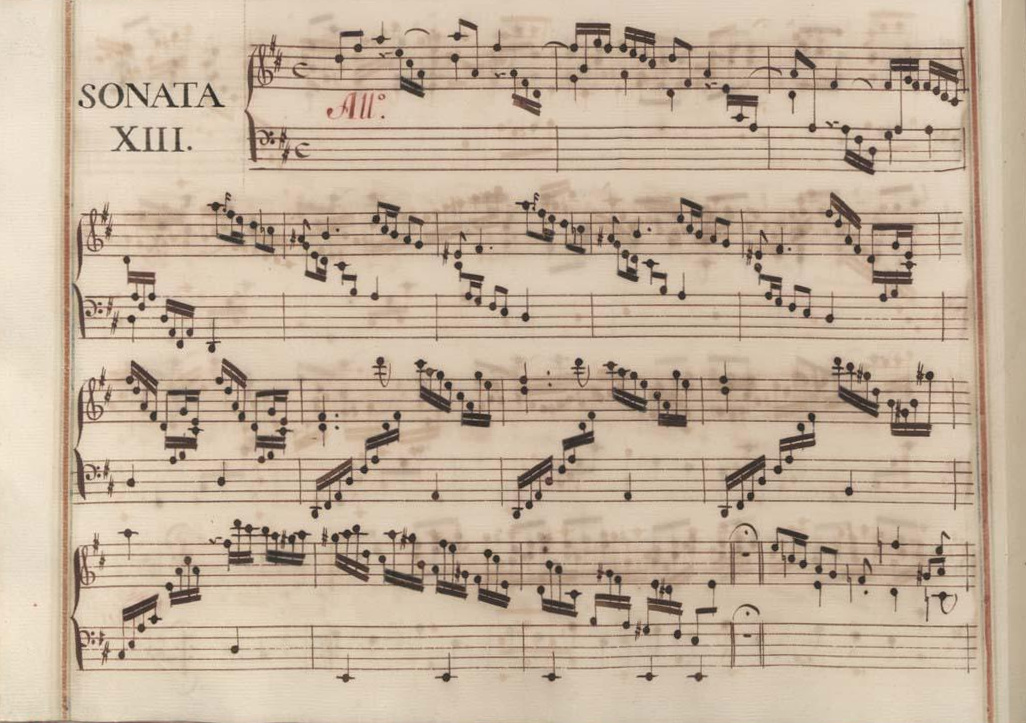
Venise I 13.
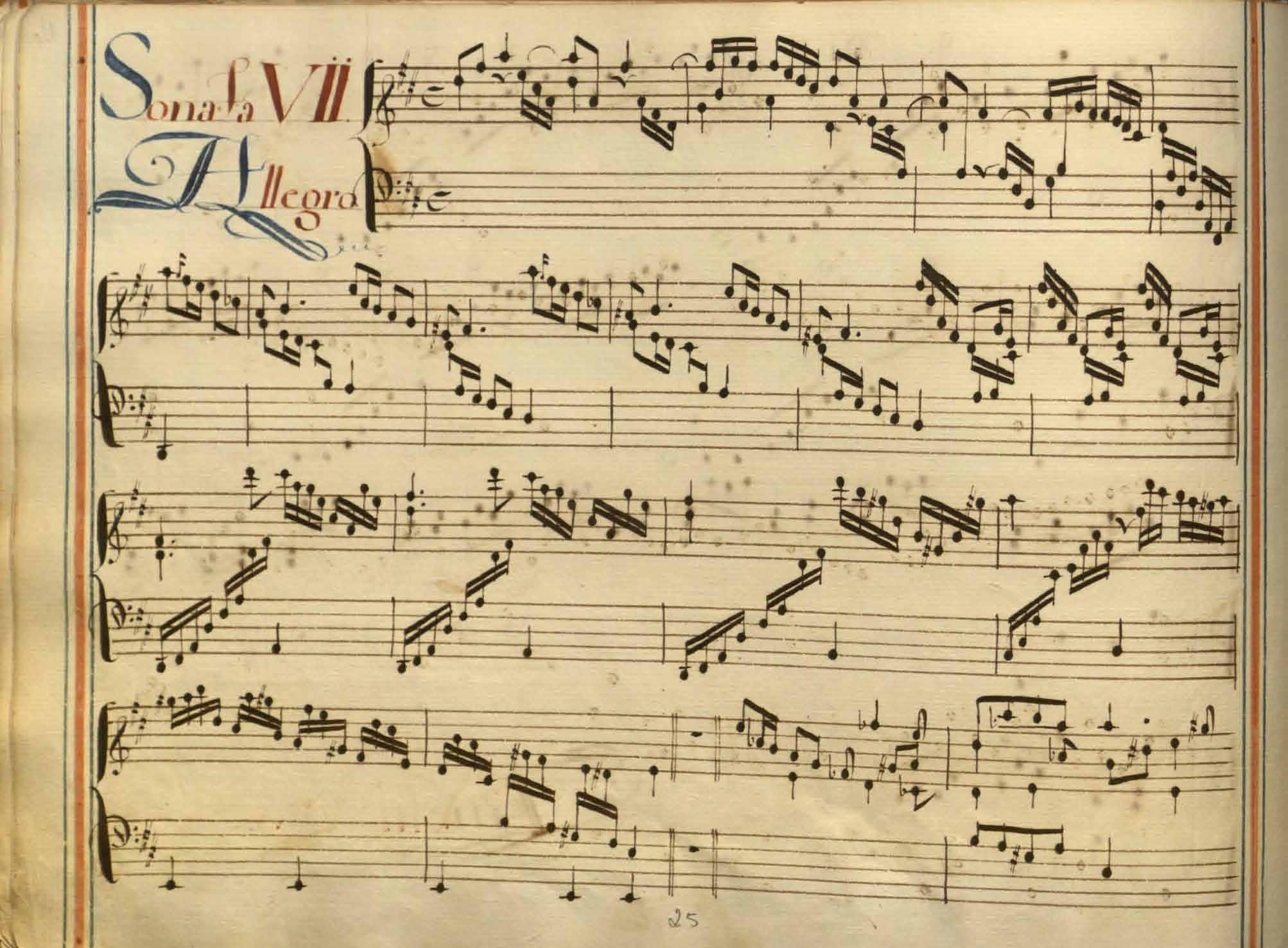
Madrid, 7.

## Interprètes
La sonate K. 160 est peu jouée. Elle est interprétée au piano par Carlo Grante (2009, Music & Arts, vol. 1) ; au clavecin par Scott Ross (1985, Erato), Richard Lester (2001, Nimbus, vol. 1) et Pieter-Jan Belder (Brilliant Classics).

## Sources
: document utilisé comme source pour la rédaction de cet article.
- Ralph Kirkpatrick (trad. de l'anglais par Dennis Collins), Domenico Scarlatti, Paris, Lattès, coll. « Musique et Musiciens », 1982 (1re éd. 1953 (en)), 493 p. (OCLC 954954205, BNF 34689181).
- Alain de Chambure, « Domenico Scarlatti : Intégrale des sonates — Scott Ross », p. 208, Erato (2564-62092-2), 1985 (OCLC 891183737) .
- (es) Laura Cuervo Calvo, « El manuscrito Ayerbe : una fuente española de las sonatas de Domenico Scarlatti de mediados del siglo XVIII », Ad Parnassum, Ut Orpheus Edizioni, vol. 13, no 25,‎ avril 2015, p. 1–26 (ISSN 1722-3954, OCLC 1006521868, lire en ligne).